# Einwilligungsvorbehalt

Angeordnete Einwilligungsvorbehalte 1992-2004 nach dem damaligen § 1903 BGB

Der Einwilligungsvorbehalt ist in Deutschland eine spezielle Anordnung eines Betreuungsgerichtes, die zusätzlich zu einer Betreuerbestellung erfolgen kann und die Geschäftsfähigkeit des Betroffenen einschränkt. Er ähnelt von den Voraussetzungen und Rechtsfolgen der früheren Entmündigung wegen Verschwendung. Der Einwilligungsvorbehalt hat nichts mit der Einwilligungsfähigkeit bei strafrechtlichen Einwilligungen, z. B. bei Heilbehandlungen, zu tun.

## Vorbemerkungen

### Betreuerbestellung hat keinen Einfluss auf Geschäftsfähigkeit
Die Bestellung eines Betreuers beeinträchtigt nicht eine bestehende Geschäftsfähigkeit. Vor 1992 war das anders. Wurde man seinerzeit wegen Geisteskrankheit entmündigt, galt man als geschäftsunfähig. Wegen anderer Gründe entmündigte Personen (Geistesschwäche, Trunksucht, Rauschgiftsucht und Verschwendung) galten als beschränkt geschäftsfähig.

### Einwilligungsvorbehalt kann zusätzlich angeordnet werden
Um Störungen in der Führung der Betreuung durch konkurrierendes Handeln der betreuten Person, mit dem sie sich selbst Schaden zufügt, zu vermeiden, besteht die Möglichkeit, dass das Betreuungsgericht einen Einwilligungsvorbehalt anordnet. Rund 5 % aller Betreuten sind von einem Einwilligungsvorbehalt betroffen. Einwilligungsvorbehalte wurden im Jahre 2004 nach dem damaligen § 1903 BGB 10.843 mal angeordnet (2003: 9.810; Erhöhung um 10,53 %), (Quelle: Bundesministerium der Justiz; Sondererhebung: Verfahren nach dem Betreuungsgesetz)

## Voraussetzungen des Einwilligungsvorbehaltes
Die Voraussetzungen dieses Einwilligungsvorbehaltes sind seit 1. Januar 2023 in § 1825 BGB geregelt. Danach ist Voraussetzung, dass ohne einen solchen eine erhebliche Gefahr für Person oder Vermögen des Betreuten drohen muss. Die Anordnung eines Einwilligungsvorbehalts setzt voraus, dass der Betreute aufgrund einer psychischen Erkrankung seinen Willen nicht frei bestimmen kann. Typische Situationen sind z. B. Menschen mit Wahnerkrankungen, besonders in manischen Phasen, in denen diese sich und insbesondere ihre finanziellen Möglichkeiten völlig überschätzen. Unter anderem kann Pathologisches Spielen ein Grund zur Anordnung eines Einwilligungsvorbehaltes darstellen.
In der Praxis geht es meist darum, dass der Betreute Ausgaben tätigt, die objektiv nicht notwendig sind und seine finanziellen Verhältnisse übersteigen. Oft handelt es sich dabei um das Bestellen unnötiger Gegenstände im Versandhandel, Abschluss von Haustürgeschäften, hohe Telefonkosten durch sinnlose Telefongespräche und dergleichen sowie um hohen Alkohol- und sonstigen Drogenkonsum.

### Aus der Rechtsprechung
Bayerisches Oberstes Landesgericht, Beschluss vom 4. Februar 1997 - 3 Z BR 8/97 FamRZ 1997, 90
„Betreuerbestellung zur Verhinderung einer (weiteren) Verschuldung des Betroffenen
1. Die Bestellung eines Betreuers für den Aufgabenkreis Vermögenssorge kann auch erforderlich sein, um eine (weitere) Verschuldung eines Betroffenen zu verhindern, selbst wenn er vermögenslos ist.
2. In einem solchen Fall ist in der Regel auch die Anordnung eines Einwilligungsvorbehalts erforderlich.“

### Einwilligungsvorbehalt muss sich auf Betreueraufgabenkreise beziehen
Für den Einwilligungsvorbehalt gilt, das festgestellt werden muss, für welchen der Aufgabenkreise des Betreuers dieser angeordnet ist. 
Meist ist es der Aufgabenkreis Vermögenssorge, es sind aber auch andere Aufgabenkreise vorstellbar, z. B. Wohnungsangelegenheiten.

## Anordnung des Einwilligungsvorbehaltes

### Zugleich mit Betreuerbestellung
Zum Teil ist bereits im Betreuungsverfahren durch den Betreuungsrichter selbst erkennbar, dass die Betreuungsanordnung alleine nicht ausreichen wird, die Gefahren für den Betreuten zu beseitigen. Dann kann zugleich mit der Bestellung des Betreuers ein Einwilligungsvorbehalt angeordnet werden.

### Spätere Anordnung
Zum Teil wird erst im Rahmen der Betreuertätigkeit klar, dass ohne einen Einwilligungsvorbehalt der Betreute gefährdet bleibt. In solchen Fällen kann der Betreuer selbst die Anordnung eines Einwilligungsvorbehaltes beim Betreuungsgericht beantragen (§ 1901 Abs. 5 BGB).
In solchen Fällen wird ein neues gerichtliches Verfahren notwendig. Es haben erneut Anhörungen stattzufinden, es ist erneut ein Sachverständigengutachten erforderlich, wenn seit der letzten Begutachtung mehr als 6 Monate verstrichen sind (§ 293 FamFG).
Da die Anordnung eines Einwilligungsvorbehalts durch das Betreuungsgericht die Einholung eines Sachverständigengutachtens voraussetzt und deshalb erst nach einiger Zeit greift, ist in Eilfällen die Möglichkeit, zunächst die Einrichtung eines vorläufigen Einwilligungsvorbehaltes im Rahmen einer einstweiligen Anordnung zu beantragen, die geeignete Maßnahme (§ 300 FamFG). Aber auch ein vorläufiger Einwilligungsvorbehalt wirkt nur in die Zukunft (§ 287 Abs. 1 FamFG). Rechtsgeschäfte, die der Betreute in der Vergangenheit abgeschlossen hatte und die zu entsprechenden Schulden geführt haben, werden dadurch nicht mehr beeinflusst. Die einzige Möglichkeit, solche Geschäfte zu beeinflussen, ist dann gegeben, wenn der Betreute schon damals nach § 104 Nr. 2 BGB geschäftsunfähig war. Dies ist oft nur schwer zu beweisen.

### Einwilligungsvorbehalt nach Übergangsrecht
Nach den Übergangsbestimmungen zum Betreuungsgesetz wurden am 1. Januar 1992 aus allen früheren Vormundschaften Betreuungen mit Aufgabenkreis „alle Angelegenheiten“ einschließlich Einwilligungsvorbehalt für „alle Angelegenheiten“ (jeweils mit der Ausnahme der Einwilligung in eine Sterilisation). Inzwischen mussten in all diesen Fällen die Vormundschaftsgerichte die weitere Notwendigkeit überprüfen (Artikel 9 § 1 Abs. 3 BtG). Frühere Gebrechlichkeitspflegschaften (§ 1910 BGB alter Fassung) wurden zu Betreuungen ohne Einwilligungsvorbehalt.

## Folgen des Einwilligungsvorbehaltes

### Willenserklärungen sind vom Betreuer zu genehmigen
Der Einwilligungsvorbehalt bedeutet, dass die betreute Person zur Rechtswirksamkeit einer Willenserklärung, die in den Aufgabenkreis des Betreuers fällt, dessen Einwilligung bedarf. Dies entspricht der beschränkten Geschäftsfähigkeit, die eigentlich für Minderjährige von 7 bis 18 Jahren gilt (§§ 108–113 BGB), auf die der § 1825 BGB verweist. Die Einwilligung kann vor der Erklärung der betreuten Person erfolgen oder (mit Ausnahmen) im Nachhinein abgegeben werden. Allerdings ist auch hier der Betreuer im Innenverhältnis (also gegenüber dem Betreuten) wiederum an dessen Wohl und Wünsche gebunden (§ 1821 Abs. 2 und 3 BGB). Eine Nichtbeachtung kann daher Schadensersatzansprüche gem. § 1826 BGB auslösen.

### Schwebende Unwirksamkeit
In der Praxis kann der Einwilligungsvorbehalt zu erheblichen Einschränkungen des Betreuten im Rechtsverkehr führen, denn ohne Einwilligung vom Betreuten geschlossene Verträge sind schwebend unwirksam, ihre Wirksamkeit hängt von der nachträglichen Genehmigung des Betreuers ab (§ 108 Abs. 1 BGB, § 1825 Absatz 1 Satz 3 BGB).
Fordert der Vertragspartner des Betreuten den Betreuer auf, den Vertrag zu genehmigen, kann dies bis zum Ablauf von zwei Wochen nach dem Empfang der Aufforderung erfolgen. Geschieht das nicht, gilt der Vertrag als nicht genehmigt und daher als von Anfang an nichtig (§ 1825 Absatz 1 Satz 3 i. V. m. § 108 Abs. 2 BGB).
Als Beispiel ist zu erwähnen, dass Kaufverträge, die auf diese Weise nichtig werden, im Rahmen der Bestimmungen über die ungerechtfertigte Bereicherung (§§ 812 ff. BGB) abzuwickeln sind. Hier sind in der Regel sowohl die Ware als auch der Geldbetrag dem jeweils Anderen zu erstatten. Hierbei ist es allerdings möglich, dass der Betreute zwischenzeitlich entreichert ist, z. B. infolge Verlust der erworbenen Ware (§ 818 Abs. 3 BGB). In solchen Fällen ist die Ware nicht mehr zurückzugeben, der Kaufpreis jedoch muss erstattet werden (Folge des sog. Abstraktionsprinzips).

### Einseitige Willenserklärungen nur bei Vorabeinwilligung
Einseitige Rechtsgeschäfte des Betreuten (z. B. Kündigung von Verträgen) sind ebenfalls unwirksam (§ 111 BGB). Hier muss die Einwilligung des Betreuers zwingend zuvor erfolgt sein.

### Fristen laufen erst, wenn der Betreuer Kenntnis erhält
Willenserklärungen, die von Dritten dem Betreuten gegenüber abgegeben werden, sind nicht wirksam, bevor der Betreuer sie erhalten hat (§ 131 BGB).

### Schriftstücke können nicht wirksam zugestellt werden
Die Einschränkungen gelten auch für behördliche Verfahren sowie Gerichtsverfahren. Auch behördliche und gerichtliche Schriftstücke gelten erst als zugestellt, wenn der Betreuer diese erhalten hat (§ 12 VwVfG, § 6 VwZG, § 53 ZPO). Diese Maßnahmen dienen dem Schutz des Betreuten. Betreuer sollen auf diese Weise Betreute wirksamer vor einer Übervorteilung schützen.

### Einwilligungsvorbehalt bei Geschäftsunfähigkeit
Von seiner juristischen Konstruktion ist der Einwilligungsvorbehalt bei Geschäftsunfähigen (§ 104 Nr. 2 BGB) nicht nötig. Bisweilen wird dies in Betreuerbeschlüssen auch deutlich, wenn Betreuungsrichter feststellen, dass ein Einwilligungsvorbehalt wegen der offenkundigen Geschäftsunfähigkeit (z. B. bei jedem erkennbarer schwerer geistiger Behinderung) nicht anzuordnen war. Dennoch erfolgt bisweilen auch bei Personen, die geschäftsunfähig sind, ein Einwilligungsvorbehalt, wenn die Geschäftsunfähigkeit nicht allgemein im Rechtsverkehr erkennbar ist, also insbesondere um dem Betreuer den Nachweis der Unwirksamkeit von Rechtsgeschäften zu erleichtern.

## Wirksame Rechtsgeschäfte ohne Betreuerbeteiligung
Einige Rechtsgeschäfte des Betreuten, die sich innerhalb des Aufgabenkreises des Betreuers, in denen der Einwilligungsvorbehalt besteht bewegen, sind auch ohne die Einwilligung des Betreuers wirksam.

### Rechtlich ausschließlich vorteilhafte Rechtsgeschäfte
Der Betreute kann trotz eines Einwilligungsvorbehaltes wirksam Rechtsgeschäfte tätigen, die ihm rechtlich lediglich einen Vorteil bringen, also vor allem als Beschenkter Schenkungen entgegennehmen (§ 1825 Absatz 3 Satz 1 i. V. m. §§ 516 ff. BGB). Es kommt hierbei auf den so genannten rechtlichen Vorteil an, nicht darauf, dass ein Rechtsgeschäft wirtschaftlich besonders vorteilhaft ist (sog. „Schnäppchen“).

### Neutrale Rechtsgeschäfte
Ohne Einwilligung des Betreuers sind ebenfalls neutrale Rechtsgeschäfte rechtswirksam. Hierbei handelt es sich in der Praxis um unentgeltliche Aufträge (§§ 662 ff. BGB), die der Betreute annehmen kann sowie um Botengänge aller Art. Hier ist der Betreute neutral gestellt, weil seine Baraufwendungen zu ersetzen sind (§ 670 BGB).

### Geringfügige Alltagsgeschäfte
Außerdem gilt der Betreute trotz des Einwilligungsvorbehaltes für geringfügige Geschäfte des täglichen Lebens als handlungsfähig (§ 1825 Abs. 3 Satz 2 BGB). Hierbei handelt es sich im Regelfall um Bareinkäufe für Lebensmittel und ähnliche Bedarfsgegenstände.
Die Bestimmung ist weitgehend übereinstimmend mit dem zum 1. August 2002 eingeführten § 105a BGB, wonach auch Geschäftsunfähige kleinere Alltagsgeschäfte rechtswirksam tätigen können. Keinesfalls fallen Abzahlungsgeschäfte (Ratenkäufe usw.) unter diesen Ausnahmetatbestand.
Das Betreuungsgericht kann im Einzelfall anordnen, dass auch diese Alltagsgeschäfte vom Betreuten nicht wahrgenommen werden dürfen (§ 1825 Abs. 3 Satz 2 BGB). Dies dürfte einen absoluten Ausnahmefall darstellen.

### Geldmittel zur freien Verfügung
Der Betreute kann außerdem rechtswirksam über Geld verfügen, welches der Betreuer ihm zur freien Verfügung oder für bestimmte Zwecke überlassen hat (§ 110 BGB). Hierbei handelt es sich um die Taschengeldbestimmung des BGB. Allerdings können es durchaus größere Geldbeträge sein, die der Betreuer der betreuten Person aushändigt.
In der Regel sollte sich der Betreuer vergewissert haben, dass die betreute Person die Geldbeträge für den Zeitraum, für den sie bestimmt sind, einzuteilen in der Lage ist. Da der Betreuer gegenüber dem Betreuungsgericht Rechnung legen muss (§ 1840 BGB), sollte er sich vom Betreuten den Erhalt des Geldes quittieren lassen.
Sollte der Betreute allerdings in der Lage sein, eigenständig über größere Geldbeträge zu verfügen, ist im Sinne einer größtmöglichen Autonomie anzuraten, dass in einer solchen Situation der Betreuer beim Betreuungsgericht die Aufhebung des Einwilligungsvorbehaltes beantragt (§ 1901 Abs. 5 BGB) und dass das Betreuungsgericht ihn aufhebt (§ 1908d Abs. 4 BGB).

## Kein Einwilligungsvorbehalt darf erfolgen

### Bei Eheschließungen
In der Zeit vor Inkrafttreten des Betreuungsrechtes waren entmündigte Menschen nicht berechtigt, die Ehe zu schließen, wenn sie wegen Geisteskrankheit entmündigt waren. Eheunmündigkeit wurde dies genannt. Die anderen Entmündigungsgründe (Geistesschwäche, Trunk- und Rauschgiftsucht sowie Verschwendung) führten zur sogenannten beschränkten Ehemündigkeit, d. h. nur mit Zustimmung des Vormundes bestand die Möglichkeit der Eheschließung.
1992 sollte Schluss mit dieser Beschränkung der persönlichen Entfaltungsfreiheit sein. Das Betreuungsgesetz änderte auch das Ehegesetz; abgestellt wurde ab diesem Zeitpunkt nur noch auf die Geschäftsfähigkeit; speziell bezogen auf diese Frage seither inoffiziell als Ehegeschäftsfähigkeit bezeichnet. Einwilligungsvorbehalte durften sich ausdrücklich nicht auf die Eheschließung beziehen.
Für die Eheschließung ist aufgrund des § 1825 Abs. 2 BGB ausdrücklich kein Einwilligungsvorbehalt zulässig, daher können Betreute grundsätzlich ohne Zustimmung des Betreuers heiraten. Allerdings wird nach § 1304 BGB auch weiterhin Geschäftsfähigkeit des betroffenen Menschen vorausgesetzt. Die Geschäftsfähigkeit ist anlässlich der Eheschließung durch den Standesbeamten zu prüfen. In Zweifelsfällen kann eine gerichtliche Entscheidung dazu erforderlich werden (§ 49 Personenstandsgesetz).
Entsprechende Regelungen galten nach dem damaligen § 1903 Abs. 2 BGB auch für die zwischen 2001 und 2017 mögliche Begründung einer eingetragenen gleichgeschlechtlichen Lebenspartnerschaft.

### Bei Verfügungen von Todes wegen
Ebenfalls schließt § 1825 Abs. 2 BGB einen Einwilligungsvorbehalt für Verfügungen von Todes wegen aus. Hierbei geht es um Testamente und Erbverträge, soweit der Betreute der Erblasser ist. Auch hier ist Geschäftsfähigkeit erforderlich, die hier Testierfähigkeit genannt wird (§ 2229 Abs. 4 BGB). Soweit ein Testament notariell beurkundet werden soll (oder ein Erbvertrag, bei dem diese Form stets nötig ist), hat der beurkundende Notar auch die Geschäftsfähigkeit zu überprüfen (§ 17 Beurkundungsgesetz).

### Bei Erklärungen nach dem 4. und 5. Buch des BGB
Für bestimmte familien- und erbrechtliche Erklärungen ist ebenfalls kein Einwilligungsvorbehalt zulässig. Hier geht es um Erklärungen in Bezug auf Gütergemeinschaften (§§ 1511 – 1516 BGB), um Vaterschaftsanfechtungen (§ 1600a BGB), um Adoptionseinwilligungen (§ 1750, § 1760, § 1762 BGB), Erklärungen im Rahmen von Erbverträgen (§ 2282, § 2290, § 2292 BGB) und Erbverzichte (§ 2347 BGB).

### Bei Realakten
Für Realakte, z. B. die Bestimmung des eigenen Aufenthaltes ist nach allgemeiner Auffassung auch kein Einwilligungsvorbehalt möglich, da sich dieser nur auf Rechtsgeschäfte bezieht. Hierzu entschied das Landgericht Hildesheim im Beschluss vom 29. Mai 1996 - 5 T 279/96, BtPrax 1996, 230:
„1. Die Anordnung eines Einwilligungsvorbehaltes nach § 1903 Abs. 1 BGB, wonach der Betreute zu einer Willenserklärung, die den Aufgabenkreis des Betreuers betrifft, dessen Einwilligung bedarf, betrifft die Teilnahme des Betreuten am Rechtsverkehr und will ihn schützen vor der Abgabe von Willenserklärungen, die ihn selbst oder sein Vermögen in erhebliche Gefahren bringen.
2. Ein Einwilligungsvorbehalt für den Aufgabenkreis Aufenthaltsbestimmung kann nur die Teilbereiche betreffen, in denen rechtsgeschäftliche Erklärungen abzugeben sind. Ansonsten kann in Fällen, in denen der Betreute der Aufenthaltsbestimmung des Betreuers keine Folge leistet, eine stärkere Entscheidungsmacht des Betreuers nicht über § 1903 BGB durchgesetzt werden.“

### Bei strafrechtlichen Einwilligungen
Strafrechtlich relevante Einwilligungen, z. B. in Heilbehandlungen und Freiheitsentziehungen (§ 630d und §§ 1827–1831 BGB,  §§ 228, 239 Strafgesetzbuch) sind ebenfalls nicht mit einem Einwilligungsvorbehalt zu belegen. Hier kommt es ausschließlich auf die eigene Einsichts- und Steuerungsfähigkeit an.

### Bei höchstpersönlichen Erklärungen
Bestimmte höchstpersönliche Handlungen sind einer gesetzlichen Vertretung von vornherein nicht zugänglich, daher ist hier auch kein Einwilligungsvorbehalt möglich. Ein Beispiel ist die Wahrnehmung des Wahlrechtes bei Wahlen aller Art.
Die Wahrnehmung der elterlichen Sorge von Kindern des Betreuten fällt ebenfalls nicht unter die Vertretungsbefugnis des Betreuers. Ggf. muss für das Kind ein Vormund bestellt werden, falls der unter Betreuung stehende Elternteil geschäftsunfähig ist.

## Aufhebung von Einwilligungsvorbehalten
Der Einwilligungsvorbehalt ist zum einen auch ohne einen ausdrücklichen Aufhebungsbeschluss dann aufgehoben, wenn die Betreuung insgesamt aufgehoben wird oder wenn der Aufgabenkreis, für den der Einwilligungsvorbehalt angeordnet war, aufgehoben wird (§ 1871 Abs. 1 BGB). Der Einwilligungsvorbehalt kann jedoch auch separat aufgehoben werden, wenn nur er, nicht aber die Betreuung als solche, überflüssig geworden ist (§ 1871 Abs. 4 BGB).
Jeder Betreuer ist nach § 1864 Abs. 2 BGB verpflichtet, beim Betreuungsgericht eine solche Aufhebung zu beantragen, sobald der Einwilligungsvorbehalt für die Betreuertätigkeit nicht mehr nötig ist. Im Rahmen der generellen Überprüfung der Betreuungsanordnung nach § 294 Abs. 3 FamFG ist spätestens nach 7 Jahren auch die weitere Notwendigkeit des Einwilligungsvorbehaltes zu überprüfen.

## Rechtsmittel
Die Beschwerde findet statt nach § 303 Abs. 4 FamFG bei Anordnung, Erweiterung, Einschränkung, Ablehnung oder Aufhebung von Einwilligungsvorbehalten. Dieses Rechtsmittel muss innerhalb eines Monats nach Zustellung des Beschlusses beim Betreuungsgericht oder beim Landgericht eingelegt werden (§ 63 FamFG).

## Rechtslage in Österreich
Das österreichische Sachwalterschaftsrecht kannte eine separate Entscheidung zur Geschäftsfähigkeit anders als das deutsche Betreuungsrecht nicht. Die Anordnung einer Sachwalterschaft beeinträchtigte stets die Geschäftsfähigkeit des Betroffenen, nach neuestem Recht auch die Möglichkeit, eine verbindliche Patientenverfügung zu erstellen. Seit 2018 gilt in Österreich das Erwachsenenschutzgesetz, welches die Geschäftsfähigkeit nicht mehr automatisch einschränkt und Betroffene bleiben grundsätzlich immer geschäftsfähig. 
Der komplette Entzug der Geschäftsfähigkeit ist nicht mehr möglich, sie kann jedoch durch einen gerichtlichen Genehmigungsvorbehalt eingeschränkt werden, wenn der Betroffene sich erheblich gefährdet.

## Rechtslage in der Schweiz
Zum 1. Januar 2013 wurde auch hier die Entmündigung, die stets zu einer Beschränkung der Geschäftsfähigkeit führte durch ein mehrstufiges Verfahren für Schutzmaßnahmen zugunsten Volljähriger abgelöst, das von den Auswirkungen her der Betreuung bzw. dem Einwilligungsvorbehalt ähnelt.